# Цзюньчень
Цзюньчень (кит.: 軍臣; д/н — бл. 126 до н. е.) — 3-й шаньюй держави хунну в 161—126 роках до н. е.

## Життєпис
Син шаньюя Лаошана. Про молоді роки обмаль відомостей. 161 року до н. е. успадкував владу. Невдовзі підтвердив договір з імперією Хань від 162 року до н. е.
Втім у 158 році до н. е. Цзюньчень з 2 військами по 30 тис. вояків вдерся до провінції Шанцзюнь (частина сучасної Шаньсі) і Юньчжун (в Ордосі). Імператор Лю Хен відправив 3 армії: до Бейді (частина сучасної Хебей), гір Гоучжу і Чжао (біля річки Фейкукоу). Також виставлено 3 загони для оборони підступів до Чан'ані: із заходу, у Цзімень біля річки Вейхе й в Башані.
Сам Цзючень після захоплення Шанцзюня вдерся до командирства Даї (частина сучасної Хебей), підійшовши до гір Гоучжу, але не наважився атакувати ханське військо. 157 року до н. е. бойові дії припинилися через смерть імператора Лю Хена.
У 156 році дон. е. Цзюньчень прийняв посла від вана провінції Чжао (в сучасній Хебей) з пропозицією визнати владу хунну. У 154 році вани провінцій У і Чу збунтувалися і вирішили з'єднатися з Чжао і перейти під владу Цзюньченя. Імператор Лю Ці відправив війська проти заколотників, яким завдав поразки, поки хунну збиралися на допомогу. Після цього Цзюньчень вирішив укласти мир з імперією Хань. У 152 році до н. е. шаньюй одружився з родичкою ханського імператора і отримав права прикордонного торгу з китайцями.
У 148, 144 та 142 роках до н. е. з Ордосу здійснити нові напади на імперію Хань. У 140 році до н. е. підтвердив договір 162 року дон. е. з імператором Лю Че. Поступово Цзюньчень потрапив під вплив китайської культури, переніс свою ставку ближче до Великого китайського муру.
У 138 році до н. е. прийняв посольство Чжан Цяня, відправлене до Великих Юечжі в Бактрії. Шаньюй затримав посольство на 10 років, під тим приводом, що імператор не пропустити посольство хунну до байюе.
У відповідь ханський уряд вирішив захопити шаньюя. Китаєць Не Ї, мешканець Маї (столиці командирства Даї), за дорученням уряду став незаконно торгувати з хуннами і обіцяв шаньюю відкрити ворота Маї. Цзюньчень повірив і в 133 році дон. е. з 100 тис. воїнів перейшов кордон в Учжоу. Але біля Маї приховано розташувалося 300 тис. китайських вояків. Цзюньчень став підозрювати пастку, побачивши безліч худоби без пастухів. Тому вирішив напасти на прикордонне укріплення. Під час нападу в полон потрапив юйші (офіцер прикордонних військ), який відкрив Цзюньченю план засідки. Цзюньчень повернувся до степу, нагородивши полоненого юйші титулом тянь-ван. Зрозумівши, що шаньюй пішов, китайський полководець Ван Куй наклав на себе руки (або був страчений). Хунну стали атакувати прикордонні землі, хоча торгівля на прикордонних ринках не припинялася.
У 129 році до н. е. за наказом імператора 4 армії чисельністю 10 тис. кінноти в кожної повинні були напасти на прикордонні ринки. Генерал Вей Цин дійшовши до Чунчна, полонивши 700 хунну. Інший генерал — Гунсунь Хе — не зміг нав'язати хунну відкриту битву. Третьому генералу — Гунсунь Ао — шаньюй біля Дайцзюня завдав нищівної поразки, а четвертого генерала — Лі Гуаня — в районі Яньменя, інший загін хунну взяв у полон. У відповідь шаньюй напав на Юйян.
У 128 році дон. е. Цзюньчень наказав 20 тис. вершникам напасти на нагір'я Ляосі, завдавши китайцям поразки, захопивши загалом 3 тис. полонених. У 127 році до н. е. ханська армія завдала хунну поразки, захопивши кілька тисяч чоловік. Китайський генерал Вей Цін здійснив похід із Юньчжун до Лунсі, де атакував васалів хунну — держави Крорайна і Баян, полонив кілька тисяч осіб й захопив 1 мільйон голів худоби.
У 126 році до н. е. західний тукі-ван на чолі 90 тис. вояків вдерся до командирства Даї, а потім сплюндрував командирств Дінсян і Шан. Але ханська армія захопила Ордос, де було заселено китайських військових колоністів. Проте за угодою того ж року Цзюньчень отримав провінцію Цзяоян в Доубі. Невдовзі шаньюй раптово помер. Владу перебрав його брат Їчжісє.